# 石宝寨
座標: 北緯30度25分30.25秒 東経108度10分42.51秒 / 北緯30.4250694度 東経108.1784750度
石宝寨（せきほうさい）は中華人民共和国重慶市忠県に位置する名勝。長江三峡中の有名な観光名所の一つで、重慶中心部から北東約150キロメートルにある。
長江沿いに屹立する比高50メートルを超える孤立した巨岩は、女媧]が天を支えるために立てた「一尊五彩石」の故事に因み“石宝”と呼ばれ、また、形が玉印に似ていることから“玉印山”とも呼ばれた。明末に譚宏が“武陵王”を自称して反乱を起こし、山を占拠して砦を築いたので石宝寨と呼ばれるようになった。
明代の万暦年間に山頂に3階建ての寺院（蘭若殿）が建築され、清代の1736年（乾隆元年）にケーブルを用いて修繕された。嘉慶年間に山に迫るように9層の楼閣（石宝塔）が建てられ、1956年に3層を増築して12層に改築された。
石宝塔は門、城壁と塔本体で構成され、塔は12階建て、高さが56メートルある。すべて木造で、世界八大異形建築の一つと称している。2001年に全国重点文化財として保護指定された。
石宝寨は長江下流に建設された三峡ダムが湛水すると一部が水没してしまうため、2005年に閉鎖して周囲を堤防で囲む保護工事をし、2009年に完成して再開放された。かつての岩峰の偉観は損なわれ、かわって水上に浮かぶ盆栽のような眺めとなった。

## ギャラリー

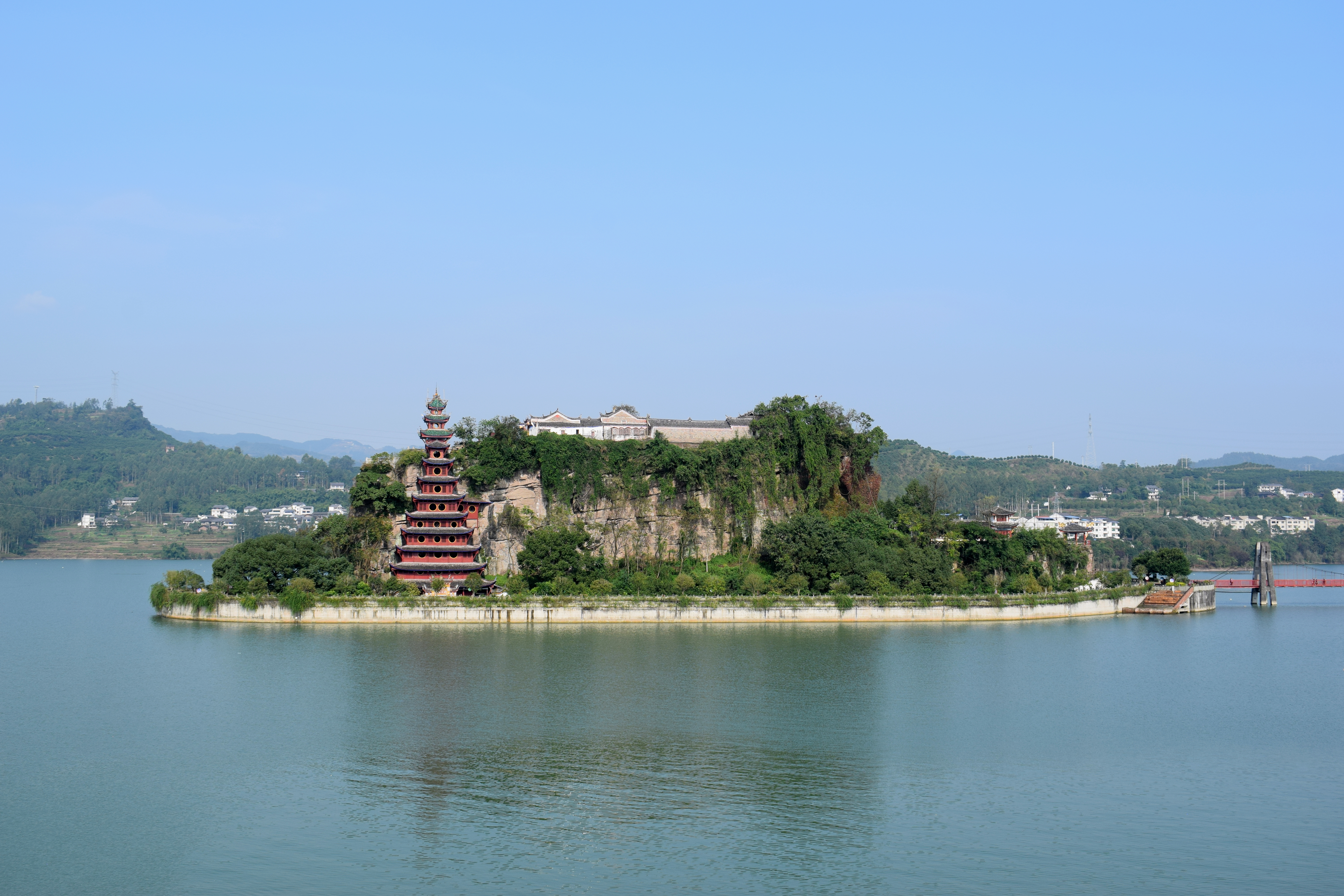
三峡ダム完成後、「三峡下り」の途中で見る石宝寨の現状
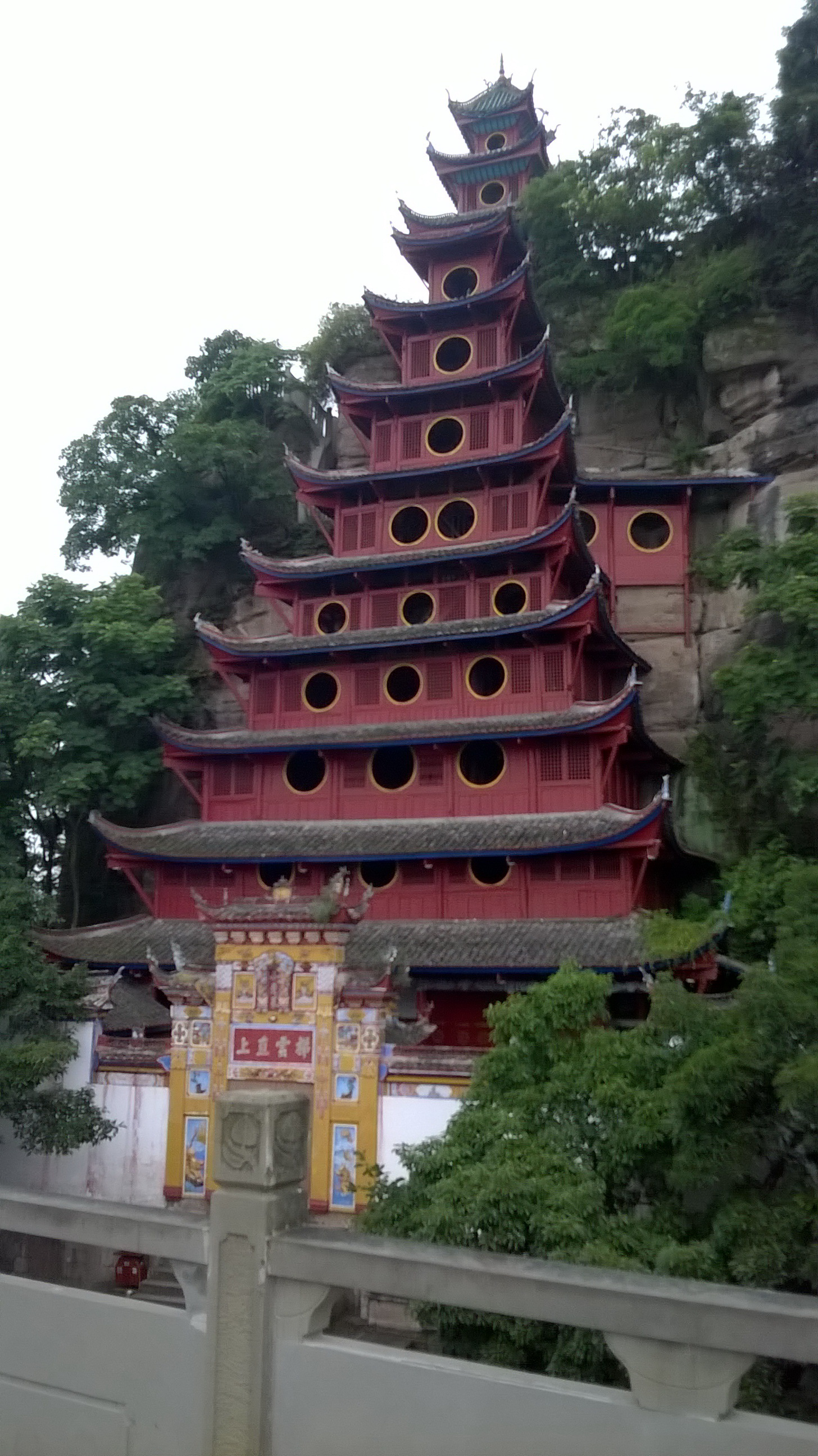
近くから見る石宝寨の威容

## 注
1. ↑  サーチナ「三峡プロジェクトから保護された文化財「石宝寨」開放」2009/04/20